# كاتسوسابورو ياماغيوا
كاتسوسابورو ياماغيوا (باليابانية: 山極 勝三郎) ـ (23 فبراير 1863 ـ 2 مارس 1930) هو عالم أمراض ياباني كانت له أبحاث رائدة في مسببات السرطان، وهو أول من أثبت دور الكيماويات في إحداث الأورام.

## حياته العلمية
ولد ياماغيوا في يويدا، ناغانو، وحصل على شهادة الطب سنة 1888 من جامعة طوكيو الإمبراطورية، ثم عُين أستاذًا بمدرسة الطب بها. وفي سنة 1895 نشر مؤلفًا مرجعيًا في مجال علم الأمراض، وبذل جهودًا كبيرة في تطوير أبحاث السرطان في اليابان، فأصدر مجلة علمية متخصصة في أبحاث الأورام سنة 1907، كما أسس مع آخرين المؤسسة اليابانية لأبحاث السرطان سنة 1908.
في سنة 1915 قام ياماغيوا ـ مع مساعده كويتشي إيشيكاوا (1888 ـ 1948) ـ بعدد من الأبحاث تمكنوا فيها من إحداث سرطان الخلية الحرشفية في آذان الأرانب باستخدام قطران الفحم، مبرهنين بذلك على قدرة قطران الفحم على إحداث الأورام.

## الجوائز
في سنة 1919 تشاطر ياماغيوا وإيشيكاوا جائزة أكاديمية اليابان لبحثهما المشترك في مسببات الأورام السرطانية.

## وفاته
في سنة 1930، توفي ياماغيوا في طوكيو من جرّاء إصابته بذات الرئة عن عمر ناهز السابعة والستين.